# Victoria Hall (actrice)
Pour les articles homonymes, voir Hall et Victoria Hall.
Victoria Hall, née à Fort Lauderdale en Floride, est une actrice américaine de cinéma et de séries télévisées.

## Biographie
Victoria Hall a commencé par être mannequin pour magazines, puis en 2015, elle se lance dans une carrière d'actrice.

## Filmographie
- 2015 : The Unresolved (série télévisée) : Marie
- 2016 : Fatal Attraction (série télévisée documentaire) : la détective #2
- 2016 : Swamp Murders (série télévisée) : Edwina Williams jeune
- 2016 : Queen of Kings (court métrage) : Liel
- 2017 : 24: Legacy (série télévisée) : l'étudiante joueuse de Soccer
- 2017 : MacGyver (série télévisée) : Akira
- 2017 : Your Worst Nightmare (série télévisée documentaire) : Annie
- 2018 : Contrôle parental (Blockers) : Prom girl
- 2018 : Bobcat Goldthwait's Misfits & Monsters (série télévisée) : l'infirmière
- 2019 : Grave Mysteries (série télévisée) : Chrishaunna
- 2019 : Insatiable (série télévisée) : Hughes student
- 2019 : Retour à Zombieland (Zombieland: Double Tap) : la grande fille
- 2019 : The L Word: Generation Q (série télévisée) : Allie